# CHEER PORT RADIO!!
CHEER PORT RADIO!!（チア・ポート・レディオ）はFM NORTH WAVEで2010年4月2日から放送されていたラジオ番組である。
前番組『Fly Me Pop FRIDAY』に引き続き、新千歳空港サテライトスタジオから公開生放送による番組だった。

## 放送時間
- 毎週金曜日 12:00 - 16:00

## 出演者
- 奥かおる

## 主なコーナー
NEW CHITOSE AIRPORT Fleur presents SKY STREET
13:00 - 13:40
NEXCO東日本 DRIVING RADIO～スイーツハイウェイ～
13:55 - 14:00 現在の高速道路の状況とスイーツの情報を放送。
CHECK IT SONG!
14:00 奥かおるのオススメ楽曲を紹介。
WHAT CHEER? HOKKAIDO
14:30 「北海道」の元気な、面白い人、モノ、活動を取り上げ、「北海道」の元気を応援していくコーナー。
DELICIOUS PICK UP
15:00 - 15:10
リクエストコーナー
15:15
WEATHER INFORMATION
12:42、14:42 札幌、函館、旭川、帯広、釧路のあすの天気とあす日中の予想最高気温を伝える。
快適生活ラジオショッピング
14:10 -14:14